# Власьевская башня (Ярославль)
Вла́сьевская (Зна́менская) башня — бывшая крепостная башня в Ярославле, одна из трёх сохранившихся башен Земляного города.
Первое название башни происходит от находившейся рядом древней Власьевской церкви, второе — от Знаменской церкви, пристроенной к башне с восточной стороны в середине XIX века. Башню также называли Углицкими воротами, так как от неё начиналась дорога в Углич.

## История
Первое сохранившееся упоминание об укреплениях Земляного города относится к 9 июля 1536 года, когда они, тогда ещё деревянные, сгорели в сильном пожаре. Вскоре по повелению великой княгини Елены башни и стены были отстроены вновь. После большого пожара 1658 года по указу царя Ивана Васильевича башни были возведены из камня. Проезжая Власьевская башня, как и её двойник Семёновская башня, была дополнительно защищена отводной башней-стрельницей, от которой был перекинут мост через ров. По описанию, сохранившемуся в Переписной книге Ярославля 1668 года, башня завершалась шатром, толщина стен превышала 3 метра, высота с зубцами — более 17 метров. На Власьевской башне (проезжей и отводной) было сделано «нижних и середних и верхних, и промеж зубцов… по 89 пушечных и мушкетных боев да по 44 окна варовых». А в смете за 1685 год сообщается любопытная подробность: у Власьевской и Семёновской башен «сделаны два тайника к нижним боям». Издавна на Власьевской башне висел набатный колокол. В одном из документов 1660 года сообщалось: «колокол весом 3 пуда, что стоял до пожару на Власьевских воротах для сполошного времени, а ныне тот колокол поставлен на столбах, на большой осыпи у Власьевских ворот». В 1685 году на Знаменской башне указан колокол весом уже в 9 пудов 38 фунтов.
Одновременно с постройкой на стенах башни были написаны иконы — Знамения Богоматери над восточным входом и Спасителя над западным. Вскоре к образу Богоматери сделали деревянную лестницу с площадкой, а затем к стене башни пристроили небольшую деревянную часовню «на столбах».
При проезде через Власьевские ворота в петровские времена взимали налог на ношение бороды и старинной одежды.
Во время пожара 1711 года деревянный шатёр с дозорной вышкой на Власьевской башне сгорели и больше уже никогда не восстанавливались. В XVIII веке в западной стене отводной стрельницы пробили проход, сделав таким образом прямой проезд через башню.
В 1780-х был засыпали ров, разобрали мост и срыли земляной вал с южной стороны башни, а к её южной стене пристроили дом графа Салтыкова (1796 год, перестраивали в 1825 и 1907). К восточной стене вместо деревянной часовни пристроили каменную. В 1810-х срыли земляной вал с северной стороны башни, к северной стене пристроили двухэтажное здание, в 1860-х ставшее гостиницей Кокуева. Таким образом, башня оказалась застроенной с трёх сторон. В 1820 году разобрали полубашню-стрельницу, при этом образ Спасителя, находившийся на её стене, вырубили и целиком вставили в стену основной башни с западной стороны. Для этого над воротным проездом на высоте верхних боев выдолбили глубокую впадину высотой в 23 ряда и шириной в 5,5 кирпичей. В эту впадину и вставили вырубленную из отводной башни четырёхугольную глыбу стены, заключив её в толстую деревянную обвязку.
В 1850 году часовню расширили, а в 1861 — перестроили в храм во имя Знамения Божией Матери.
В 1884 году башню надстроили помещением для напорного бака городского водопровода, стилизованным под верхний ярус. В 1897 году Знаменскую церковь перестроили, значительно увеличив длину и высоту.

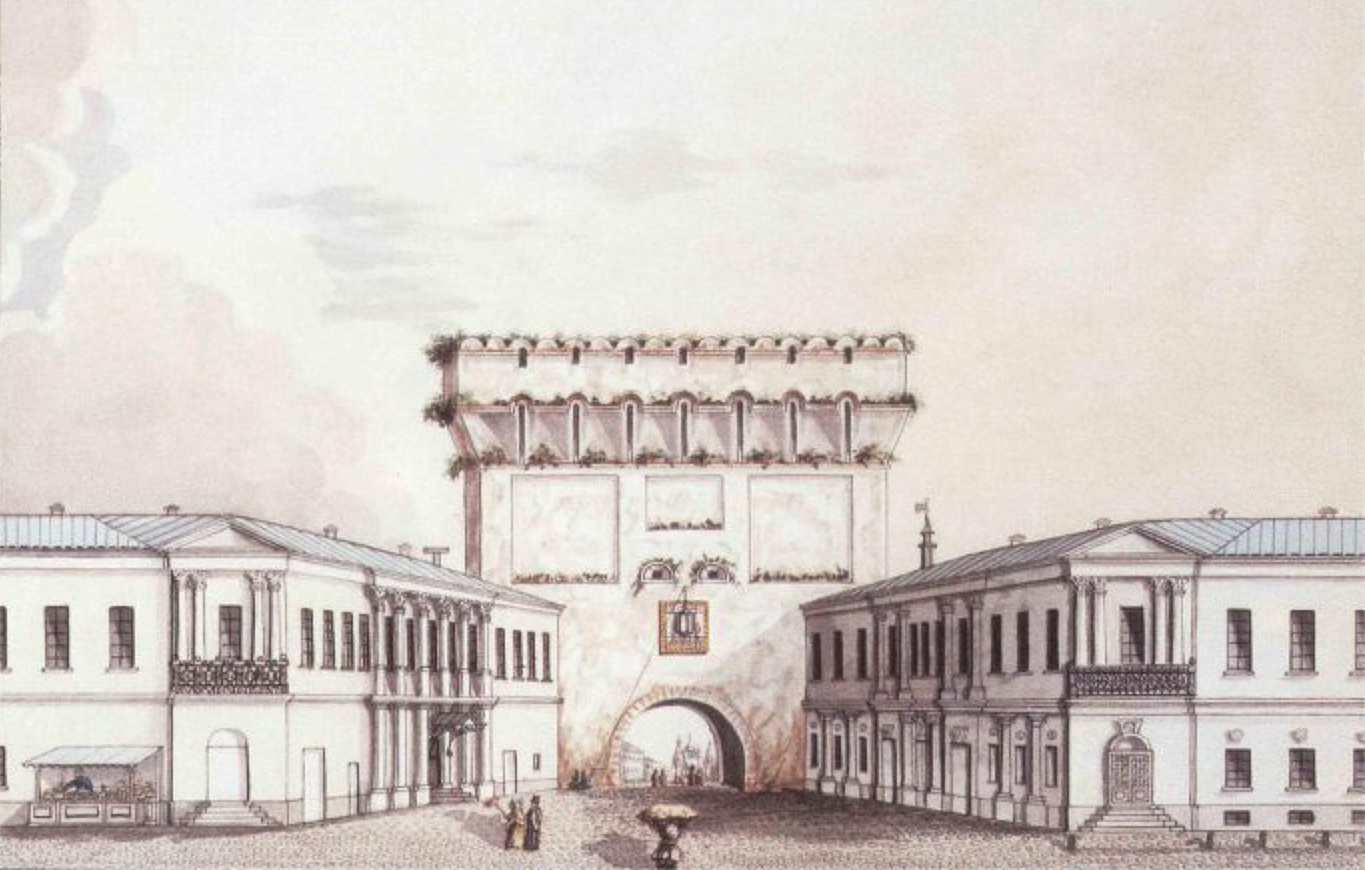
Башня в 1850 году. Вид с запада
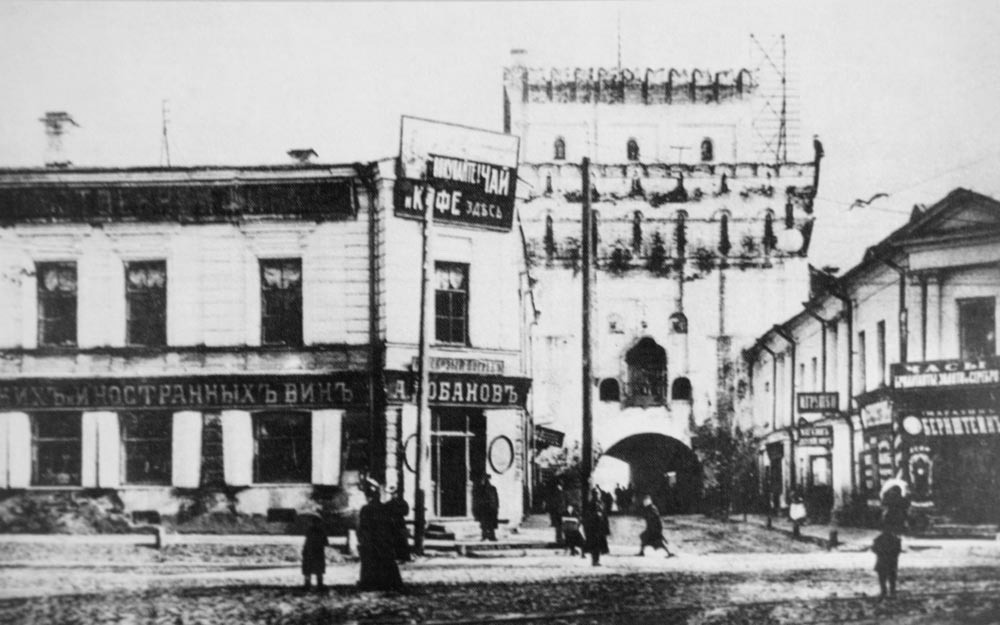
Башня в начале XX века. Вид с запада
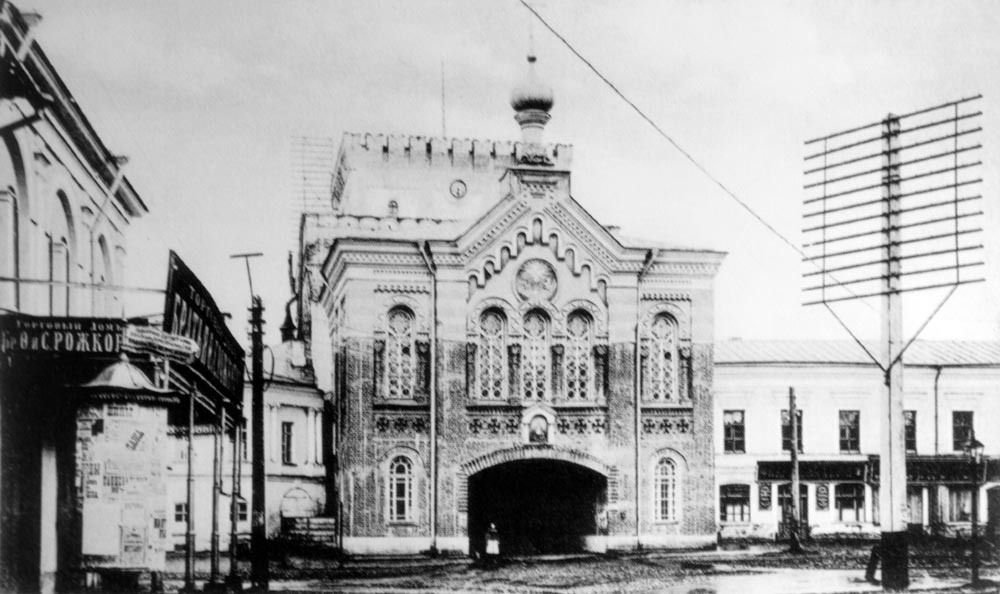
Башня в начале XX века. Вид с востока

В 1924 году по приказу советских властей из западной стены башни был вынут и уничтожен образ Спасителя, а весной 1932 уничтожена и икона Знамения Божией Матери.
В 1980-м году здание гостиницы Кокуева снесли, освободив северную и часть западной стороны башни.

## Современное состояние
В настоящее время в башне располагаются компьютерные классы ЯрГУ (на 3-м этаже) и Центр университетского телевидения ЯрГУ (на 5-м этаже).

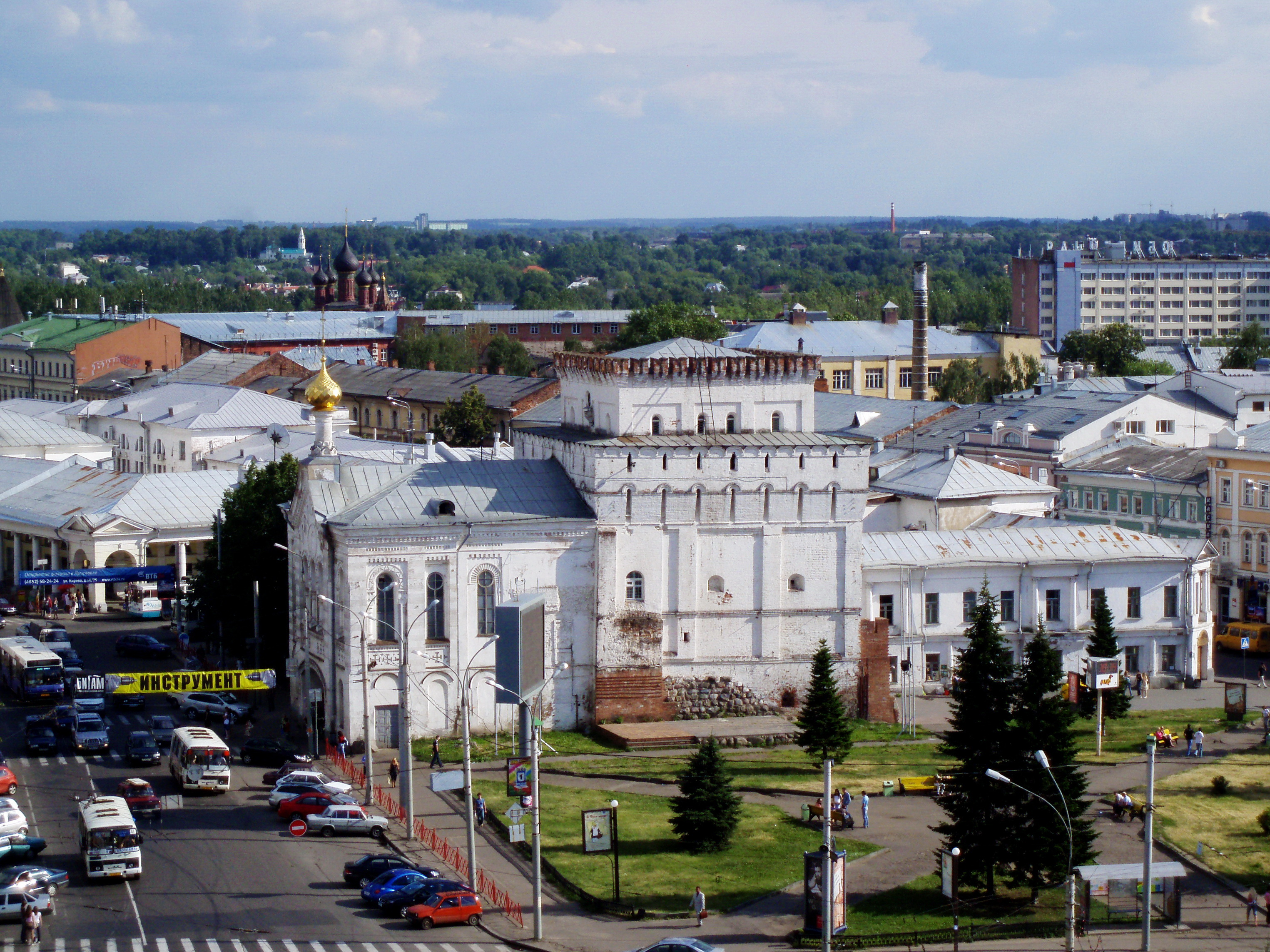
Вид с крыши театра имени Волкова
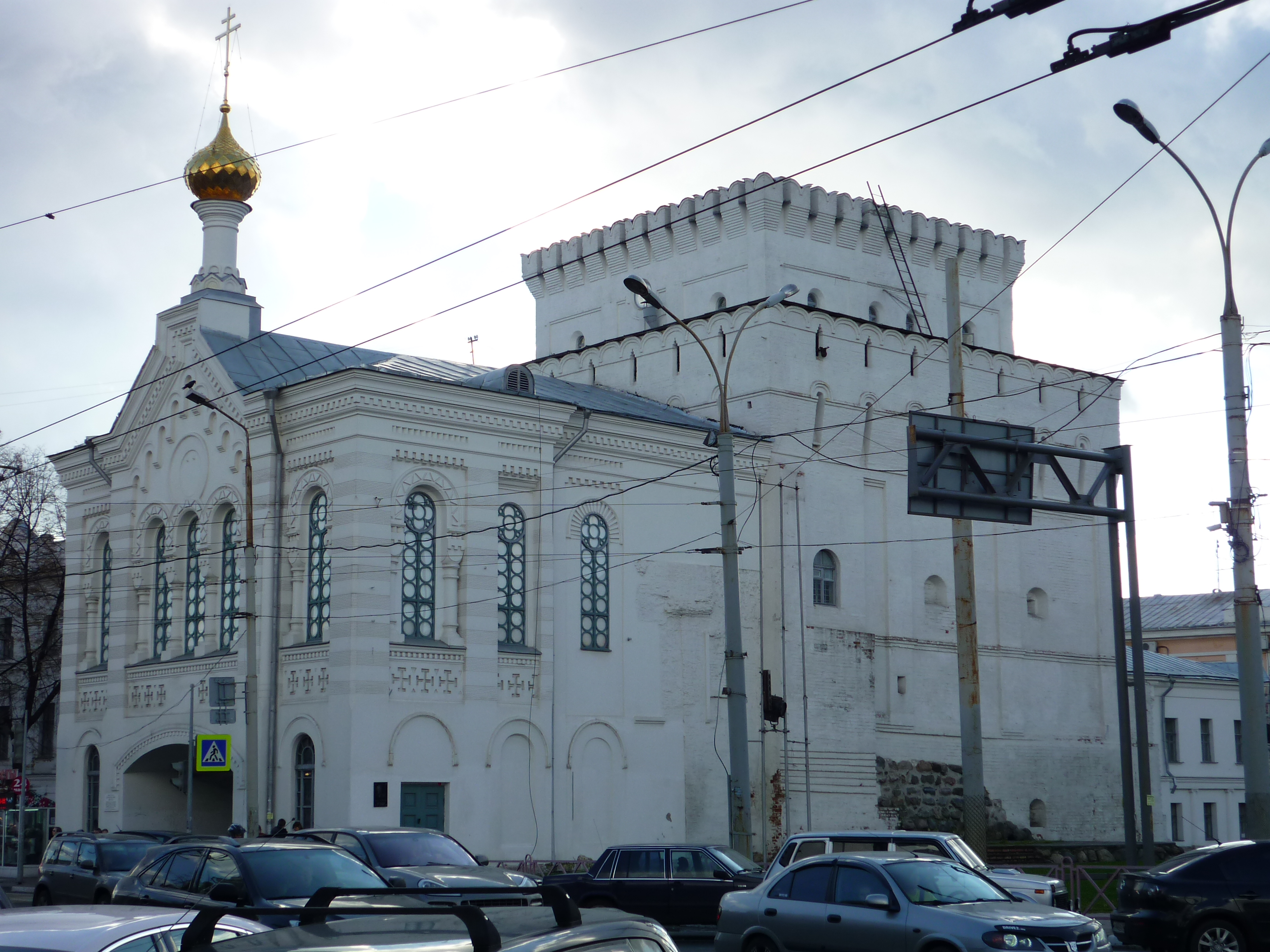
Вид со стороны Первомайской улицы
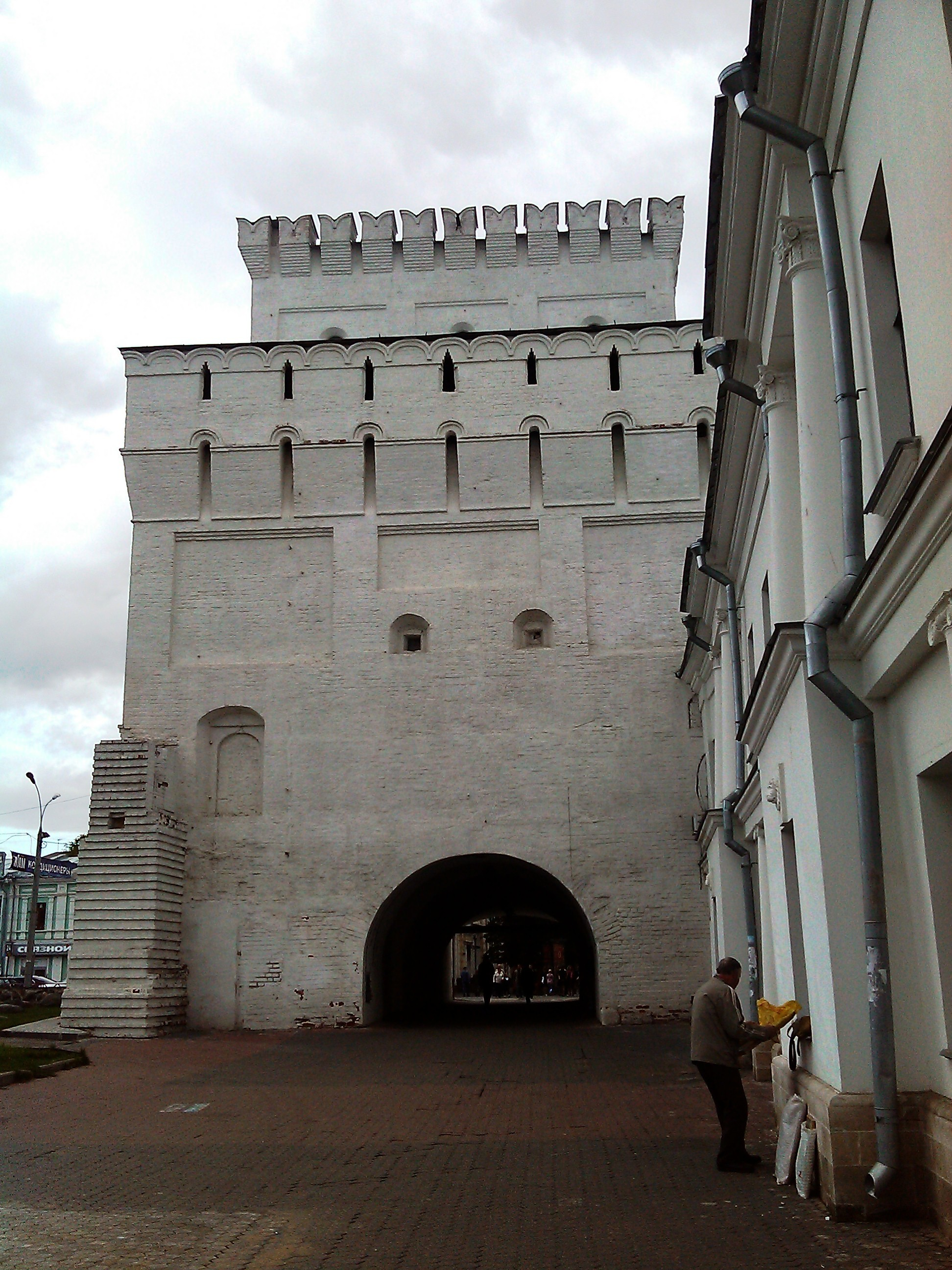
Вид с запада
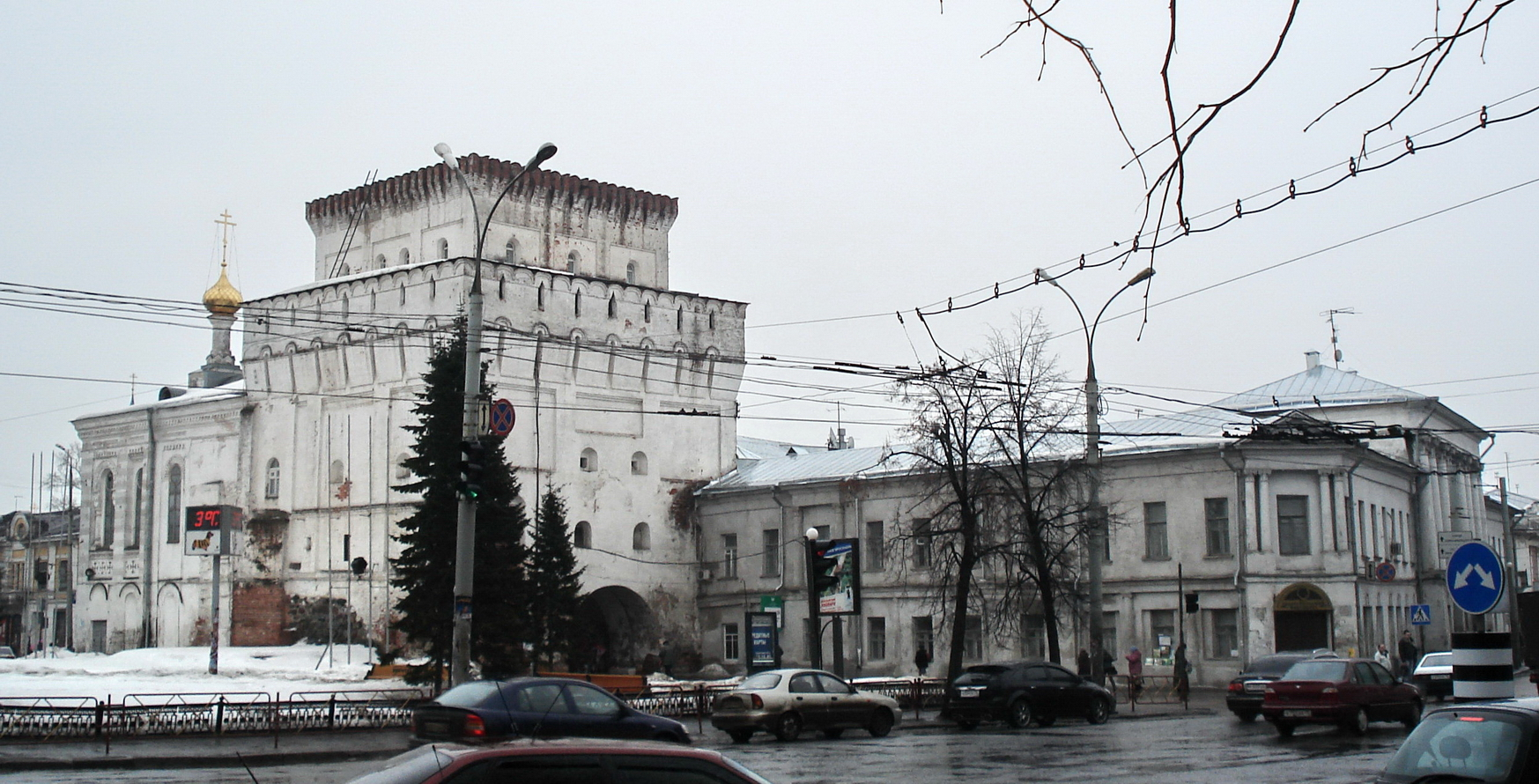
Власьевская башня и здание экономического факультета ЯрГУ